# Hôpital Charles-Nicolle
Pour les articles homonymes, voir Nicolle.
Cet article concerne l'établissement tunisien. Pour l'hôpital Charles-Nicolle de Rouen, voir Centre hospitalier universitaire de Rouen.
L'hôpital Charles-Nicolle (arabe : مستشفى شارل نيكول) est un établissement de santé publique situé sur le boulevard du 9-Avril 1938 dans le quartier de Bab Saadoun à Tunis. Il assure des soins et des services dans les différentes spécialités médicales.

## Histoire

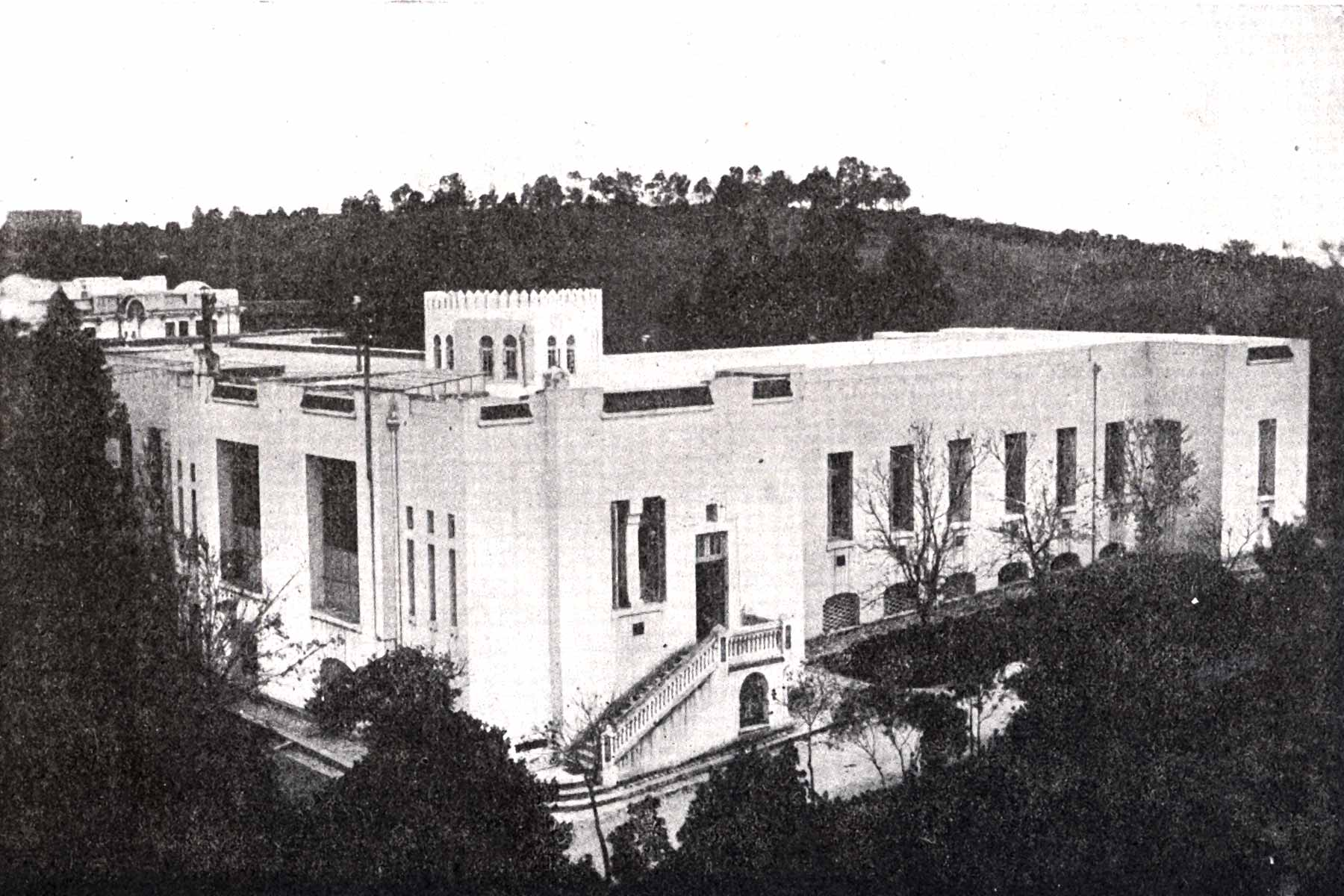
Vue de l'hôpital en 1942.

L'hôpital Charles-Nicolle est fondé le 9 juin 1897, sous le protectorat français, et baptisé « hôpital civil français ». En 1946, il est rebaptisé en l'honneur de Charles Nicolle, directeur de l'institut Pasteur de Tunis de 1903 à 1936 et prix Nobel de médecine en 1928.
Au cours de son histoire, l'hôpital se distingue par sa vocation de pionnier en Tunisie dans certaines spécialités dont le diagnostic virologique, les maladies congénitales et la néphrologie pédiatrique.
En 1995, il devient un établissement public hospitalo-universitaire à caractère social dont le but est « la prévention et l'amélioration du niveau de santé des individus et de la population dans son ensemble ».

## Organisation
L'hôpital, organisé en pavillons plus ou moins indépendants pour chaque spécialité, comporte : 
- des services de spécialités médicales (hospitalisation et consultations externes) en cardiologie, dermatologie, gastro-entérologie, médecine interne, néonatalogie, neurologie, pédiatrie, pneumologie, anesthésie-réanimation, rhumatologie et gynécologie obstétrique ;
- des services de chirurgie générale et spécialisée (ophtalmologie, orthopédie, ORL, urologie et chirurgie maxillo-faciale) ;
- des consultations externes pour les maladies congénitales et la psychiatrie ;
- des services de médecine de travail, de médecine légale ;
- un service de médecine dentaire ;
- un service des urgences et de réanimation ;
- un service d'imagerie médicale ;
- un service de médecine nucléaire et radio isostopes ;
- des laboratoires de biologie clinique comportant des services de biochimie, d'immunologie, de microbiologie, d'anatomopathologie, d'hématologie et de cytogénétique ;
- le Centre national de pharmacovigilance ;
- une banque du sang.